# Joseph Aaron King
Joseph Aaron King také Joe King (* 25. května 1980 Colorado) je americký kytarista, vokalista a hudební skladatel, kromě toho je spoluzakladatelem rockové skupiny The Fray.
Poprvé se oženil, když mu bylo 19 let. Manželka se jmenovala Julie a měl s ní dvě dcery, Elisu a Avu. Později se rozvedli.
V únoru 2012 se na akci Super Bowl seznámil s herečkou Candice Accolou a 18. října 2014 se s ní v New Orleans oženil. V srpnu 2015 bylo oznámeno, že společně očekavají první dítě a v roce 2016 se jim narodila dcera Florence May. V roce 2020 se jim narodila druhá dcera Josephine June .